# 脑功能侧化

人類的大腦分為左腦與右腦。
左腦
右腦

脑功能侧化（英語：Lateralization of brain function）是指左脑和右脑两个大脑半球的功能不完全对称。左腦與右腦分別是人類大腦的左半部與右半部。
1950年代，美國加利福尼亞州技術研究院教授罗杰·斯佩里真正確立了左右腦分工的觀念，他與學生嘗試把貓，猴子左右腦連接的神經線全部切斷後，這些動物仍然生活得正常，並且可以訓練兩個腦半球以相反的方式去完成同一項任務。

## 左右腦理論
左腦使用語言思考邏輯，右腦發揮創意及處理情感，是被廣泛流傳的大腦分工說法。不過，現代神經科學學者表明，這種左腦與右腦劃分的方式並不科學，一些學者更視為偽科學之一。